# Challenger de Yokohama 2023
El torneo Keio Challenger 2023, fue un torneo de tenis perteneció al ATP Challenger Tour 2023 en la categoría Challenger 75. Se trató de la 16ª edición; el torneo tuvo lugar en la ciudad de Yokohama (Japón), desde el 20 de noviembre hasta el 26 de noviembre de 2023 sobre pista dura al aire libre.

## Jugadores participantes del cuadro de individuales
| Favorito | País                      | Jugador         | Rank1 | Posición en el torneo |
| -------- | ------------------------- | --------------- | ----- | --------------------- |
| 1        | Bandera de Japón          | Yosuke Watanuki | 81    | CAMPEÓN               |
| 2        | Bandera de Austria        | Jurij Rodionov  | 107   | Primera ronda         |
| 3        | Bandera de Estados Unidos | Michael Mmoh    | 109   | Semifinales           |
| 4        | Bandera de Australia      | James Duckworth | 113   | Segunda ronda, retiro |
| 5        | Bandera de Estados Unidos | Maxime Cressy   | 127   | Baja                  |
| 6        | Bandera de Italia         | Luca Nardi      | 128   | Cuartos de final      |
| 7        | Bandera de Australia      | Marc Polmans    | 158   | Segunda ronda         |
| 8        | Bandera de Suiza          | Leandro Riedi   | 160   | Segunda ronda         |

- 1 Se ha tomado en cuenta el ranking del 13 de noviembre de 2023.

### Otros participantes
Los siguientes jugadores recibieron una invitación (wild card), por lo tanto ingresan directamente al cuadro principal (WC):
- Masamichi Imamura
- Rio Noguchi
- Rei Sakamoto

Los siguientes jugadores ingresan al cuadro principal tras disputar el cuadro clasificatorio (Q):
- August Holmgren
- Kalin Ivanovski
- Omar Jasika
- Naoki Nakagawa
- Colin Sinclair
- Yasutaka Uchiyama

## Campeones

### Individual Masculino
- Yosuke Watanuki derrotó en la final a  Yuta Shimizu, 7–6(5), 6–4

### Dobles Masculino
- Filip Bergevi /  Mick Veldheer derrotaron en la final a  Ray Ho /  Calum Puttergill, 2–6, 7–5, [11–9]